# Elaphocera schmidti
Elaphocera schmidti är en skalbaggsart som beskrevs av Keith 2005. Elaphocera schmidti ingår i släktet Elaphocera och familjen Melolonthidae. Inga underarter finns listade i Catalogue of Life.